# Tocoísmo
Tocoismo é um movimento formado por seguidores do profeta angolano Simão Gonçalves Toco (1918-1984). O tocoísmo é o movimento cristão criado pelo mesmo Profeta. Atualmente, estão constituídos administrativamente em 3 direções, segundo o Decreto Executivo 14/92:
- Igreja de Nosso Senhor Jesus Cristo no Mundo "Os Tocoistas" - Anciãos Conselheiros da Direção Central;
- Igreja de Nosso Senhor Jesus Cristo no Mundo "Os Tocoistas" - 18 Classes e 16 Tribos;
- Igreja de Nosso Senhor Jesus Cristo no Mundo "Os Tocoistas" - 12 Mais Velhos.

Trata-se de um dos maiores movimentos cristãos em Angola, contando igualmente com sedes em vários outros países. 

## Histórico
Simão Gonçalves Toco nasceu em 1918 na localidade de Sadi-Zulumongo (Ntaia, Maquela do Zombo, província do Uíge, Angola), tendo recebido o nome kikongo de Mayamona. Após frequentar o ensino primário na missão baptista de Kibokolo, concluiu os estudos liceais no Liceu Salvador Correia em Luanda. Por esta altura, terá conhecido um acontecimento milagroso que terá despoletado a sua missão religiosa: o encontro com Deus em Catete (17 de Abril de 1935). Depois, regressará ao Uíge para trabalhar nas missões baptistas de Kibokolo e Bembe. Em 1942, decide partir para Leopoldville (Congo Belga) para colaborar com a missão local e dirigir um coro musical com cantores zombos, oriundos da mesma região que ele (Maquela do Zombo). A este coro dará o título de Coro de Kibokolo.
Em 1946, graças ao trabalho que lhe fora reconhecido no âmbito da missão baptista e do coro, foi convidado, junto com outros dois “indígenas” (Gaspar de Almeida e Jessé Chipenda Chiúla) para intervir nos trabalhos da Conferência Missionária Internacional Protestante, realizada de 15 a 21 de Julho de 1946, na localidade de Kaliná em Leopoldville (actual cidade de Kinshasa, capital da República Democrática do Congo). Nesse momento, dirige uma prece onde pede para o Espírito Santo descer em África.
A prece é atendida a 25 de Julho de 1949 quando, após um desentendimento com a Missão Baptista de Leopoldville, decide convocar uma vigília de oração na sua residência (rua de Mayenge, nº 159). Naquele momento, segundo contam os presentes, sentiram um vento e começaram a tremer, realizando milagres invocando algumas passagens bíblicas.
Este momento é assumido pelo tocoísmo como o momento em que o Espírito Santo desceu em África e a igreja cristã foi “relembrada”, de forma a retomar o caminho da igreja original do tempo dos Apóstolos. 
Após estes acontecimentos, Simão Gonçalves Toco e muitos dos seus seguidores foram presos pelas autoridades belgas, sob a acusação de alterar a ordem pública. Em Janeiro de 1950, são deportados do Congo Belga e entregues, no posto fronteiriço de Nóqui (província do Zaire), às autoridades portuguesas. Estas procuram dar por terminado o movimento daquilo que consideravam ser uma "seita perigosa", dividindo o grupo em pequenos grupos que serão dispersos, no âmbito da política de povoamento colonial vigente à época, em distintos colonatos e campos de trabalho forçado por toda a colónia. O líder é enviado numa primeira instância pelo Vale do Loge e, após passagens por Luanda, Caconda e Jáu, é enviado para a São Martinho dos Tigres, na província de Moçâmedes (hoje Namibe). Pouco tempo depois, é enviado para trabalhar como assistente num farol em Ponta Albina, na mesma região.
Em 1961, quando tem início as campanhas de libertação de Angola no norte do país, as autoridades portuguesas, conhecedoras da capacidade de mobilização do profeta, ordenam a sua ida para o Uíge e a região fronteiriça com o Congo para chamar as pessoas que tinham fugido para as matas na sequência das acções militares. Simão Toco consegue mobilizar milhares de conterrâneos, mas a desconfiança das autoridades portuguesas relativamente às suas intenções faz com que se decidam por enviá-lo para um segundo período de exílio. Desta vez, é enviado para a ilha portuguesa de São Miguel, nos Açores, onde trabalhará como assistente de faroleiro na localidade de Ginetes.
A sua permanência neste país demorará 11 anos. No entanto, não esmorecerá o seguimento da sua missão. Ao longo deste período, o dirigente intercambiará milhares de cartas com os seus seguidores em Angola, com quem construirá um movimento de carácter nacional. Em 1974, na véspera da saída de Portugal do território angolano, Toco é finalmente autorizado a regressar ao seu país, o que acontece a 31 de Agosto desse ano. Recebido pelo então governador em transição, o Almirante Rosa Coutinho, Simão Gonçalves Toco vê finalmente reconhecida a liberdade de expressão e de culto do seu movimento.
Com o advir da independência, antevendo as dificuldades de entendimento entre as três principais organizações participantes no movimento de libertação de Angola (FNLA, MPLA, UNITA), Simão Toco decide abrir uma campanha de conversações entre os seus líderes (Holden Roberto, Agostinho Neto, Jonas Savimbi) para encontrar um caminho pacífico para o país. No entanto, esta iniciativa não foi bem sucedida e Angola entra em guerra civil.
Em 1984, Simão Gonçalves Toco morreu. No processo de sucessão, o movimento conhece tempos difíceis, devido a desentendimentos entre vários sectores da igreja e à ordem de encerramento da igreja efectuada pelo próprio governo angolano em 1986, após um episódio de confronto entre crentes e as forças policiais. Em 1992, quando o governo angolano abre uma campanha de reconhecimento oficial de entidades religiosas, são reconhecidas três “Igrejas Tocoistas” distintas: a “Direcção Central (Cúpula)”, os “Doze Mais Velhos” e as 18 Tribos 16 Classes”. No entanto, havia ainda outros grupos que se reclamavam como sendo os “verdadeiros tocoistas”.
Mas ao mesmo tempo que se verificam estes desentendimentos, ocorre também um processo de expansão da igreja para fora de Angola, nomeadamente através das redes migratórias angolanas, que conheceram um aumento significativo a partir da década de 1990. Por esta altura, é inaugurada a primeira Igreja Tocoísta em Lisboa, e, pouco tempo depois, seguir-lhe-iam núcleos em Madrid, Paris, Londres, Roterdão, etc.